# Mettray
Mettray – miejscowość i gmina we Francji, w Regionie Centralnym, w departamencie Indre i Loara.
Według danych na rok 1990 gminę zamieszkiwało 1916 osób, a gęstość zaludnienia wynosiła 185 osób/km² (wśród 1842 gmin Regionu Centralnego Mettray plasuje się na 202. miejscu pod względem liczby ludności, natomiast pod względem powierzchni na miejscu 1129.).